# بیلی لاو
بیلی لاو (انگلیسی: Billy Law؛ زادهٔ ۱۸۸۲) بازیکن فوتبال اهل مالزی است.
از باشگاه‌هایی که در آن بازی کرده‌است می‌توان به باشگاه فوتبال وست برومویچ آلبیون، باشگاه فوتبال گلوسوپ نورث اند، باشگاه فوتبال دونکستر راورز، باشگاه فوتبال کویینز پارک رنجرز، باشگاه فوتبال واتفورد، و باشگاه فوتبال والسال اشاره کرد.